# اچ‌ام‌اس دراکو (۱۷۳۶)
اچ‌ام‌اس دراکو (۱۷۳۶) (به انگلیسی: HMS Dragon (1736)) یک کشتی بود که طول آن ۱۴۴ فوت (۴۳٫۹ متر) بود.